# Mulheres guerreiras na cultura
O retrato das mulheres guerreiras na literatura e cultura popular é um tema de estudo na história, estudos literários, estudos de cinema, folclore e mitologia, estudos de gênero e dos estudos culturais. A figura arquetípica da mulher guerreira, opõem-se a construção normal da guerra, violência e agressão como masculino. Esta convenção faz com que as mulheres guerreiras tenham destaque na investigação dos discursos circundantes do poder feminino, papéis de gênero na sociedade, e particularmente na filmologia feminista. A poderosa heroína é uma figura central para um ramo específico do movimento conhecido como Feminismo Amazonas, assim como Estudos Buffy. 

## Folclore e mitologia

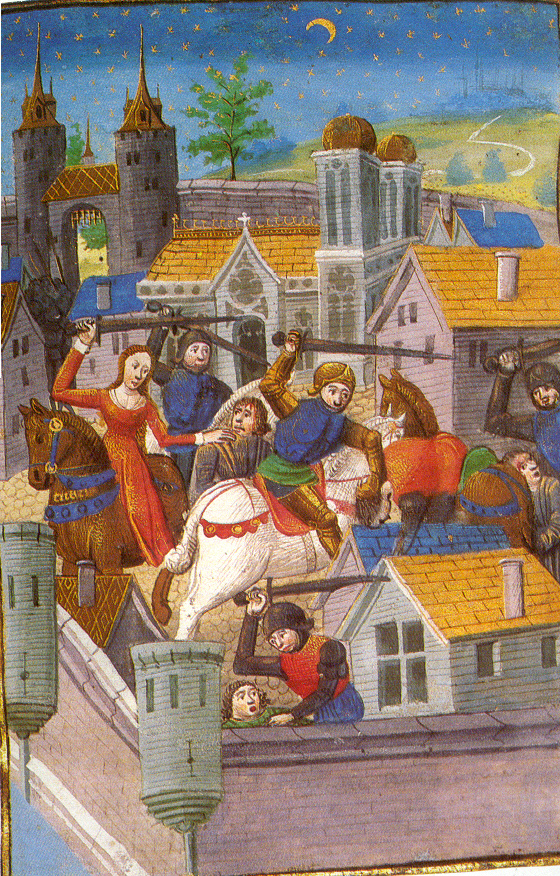
Mulheres medievais ajudando a defender a cidade de um ataque.

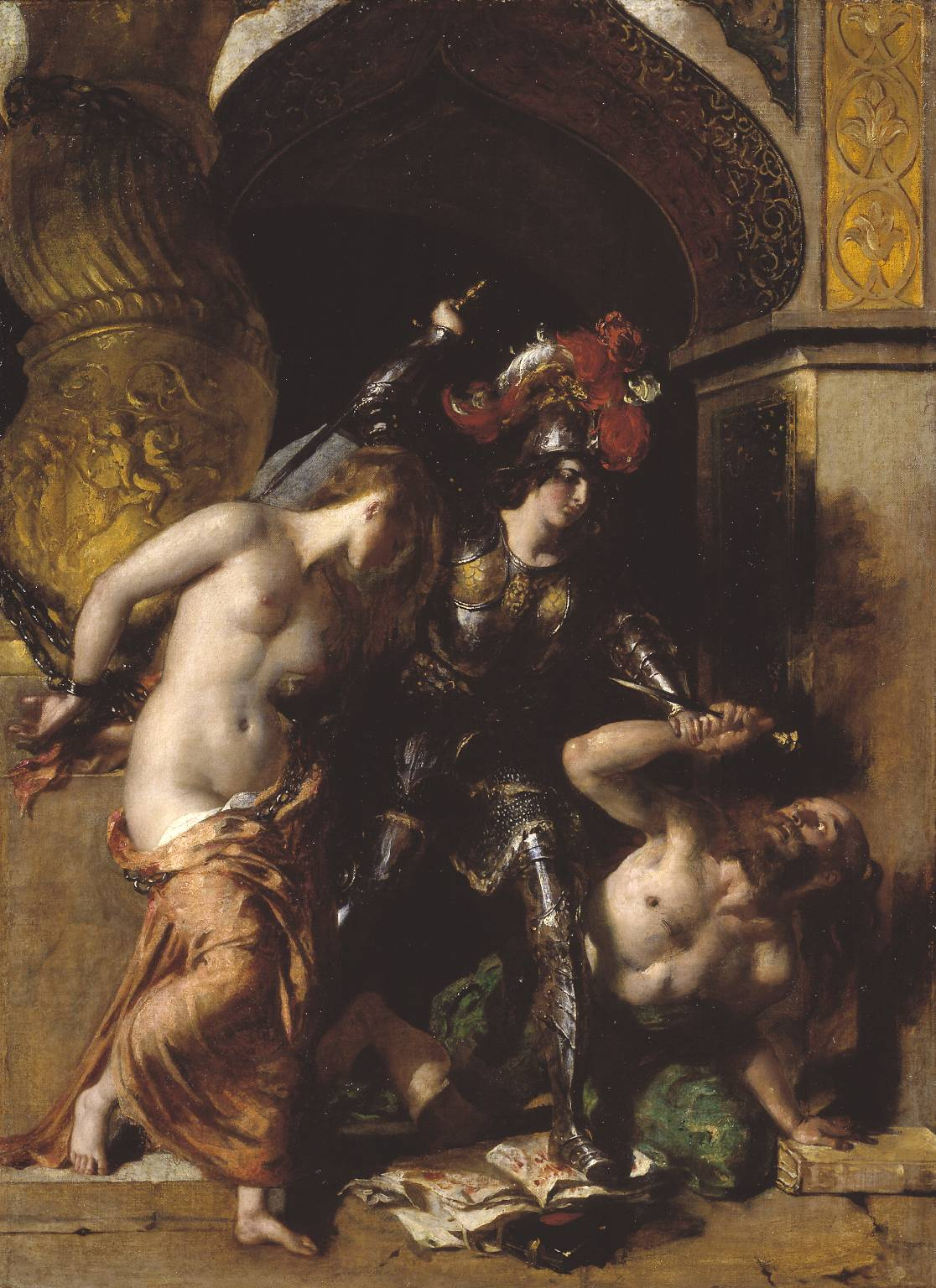
Britomart Redime Faire Amoret, William Etty (1833).

Na mitologia hindu, Chitrāngadā, esposa de Arjuna, era a comandante dos exércitos de seu pai. 
As Amazonas eram uma tribo inteira de mulher guerreiras na mitologia grega. "Amazônia", tornou-se um epônimo para a mulher guerreiras e atletas. Atena a deusa da guerra, sabedoria e civilização dos gregos é um arquétipo para a maioria das mulheres guerreiras. Na mitologia nórdica, destaca-se as valquírias e donzelas escudeiras. 
Na mitologia britânica, a Rainha Cordélia lutou contra vários candidatos para seu trono, e pessoalmente liderou o exército em suas batalhas.
Em seu A Bravura das Mulheres, o historiador greco-romano, Plutarco, descreve como as mulheres de Argos lutou contra o Rei Cleomenes e os Espartanos sob o comando de Telesilla no quinto século a.C.

## Literatura
Mulheres guerreiras têm uma longa história na ficção, onde muitas vezes elas têm função de maior inspirações históricas, tais como "Gordafarid" (em persa: گردآفريد) no antigo poema épico persa Épica dos Reis.
Várias outras mulheres guerreiras têm aparecido na literatura clássica. Camilla na Eneida , provavelmente, foi o modelo para um grupo de mulheres guerreiras nos poemas épicos do renascimento: Belphoebe e Britomart em The Faerie Queene de Edmund Spenser, Melisso e Marfisa em Orlando Furioso, Clorinda e (relutantemente) Erminia em La gerusalemme liberata. Há também um debate em curso entre os estudiosos se a mãe de Grendel do poema Beowulf era um monstro ou uma mulher guerreira.

## Oriente
A mulher guerreira é parte de uma longa tradição dos filmes de artes marciais chineses e japoneses, mas o seu alcance e apelo para o público ocidental é mais recente, coincidindo com o grande aumento do número de heroínas na mídia norte-americana desde 1990.

## Tipose análise feminista
As implicações feministas do papel não-convencional são complicadas pela representação das mulheres guerreiras, muitas vezes criadas por homens, e, em alguns casos, projetadas para servir as ideologias retrógradas antifeminista. A mulher guerreira, nestes casos é vista como um problema, que reforça a normativa de gênero binário.

### Masculina

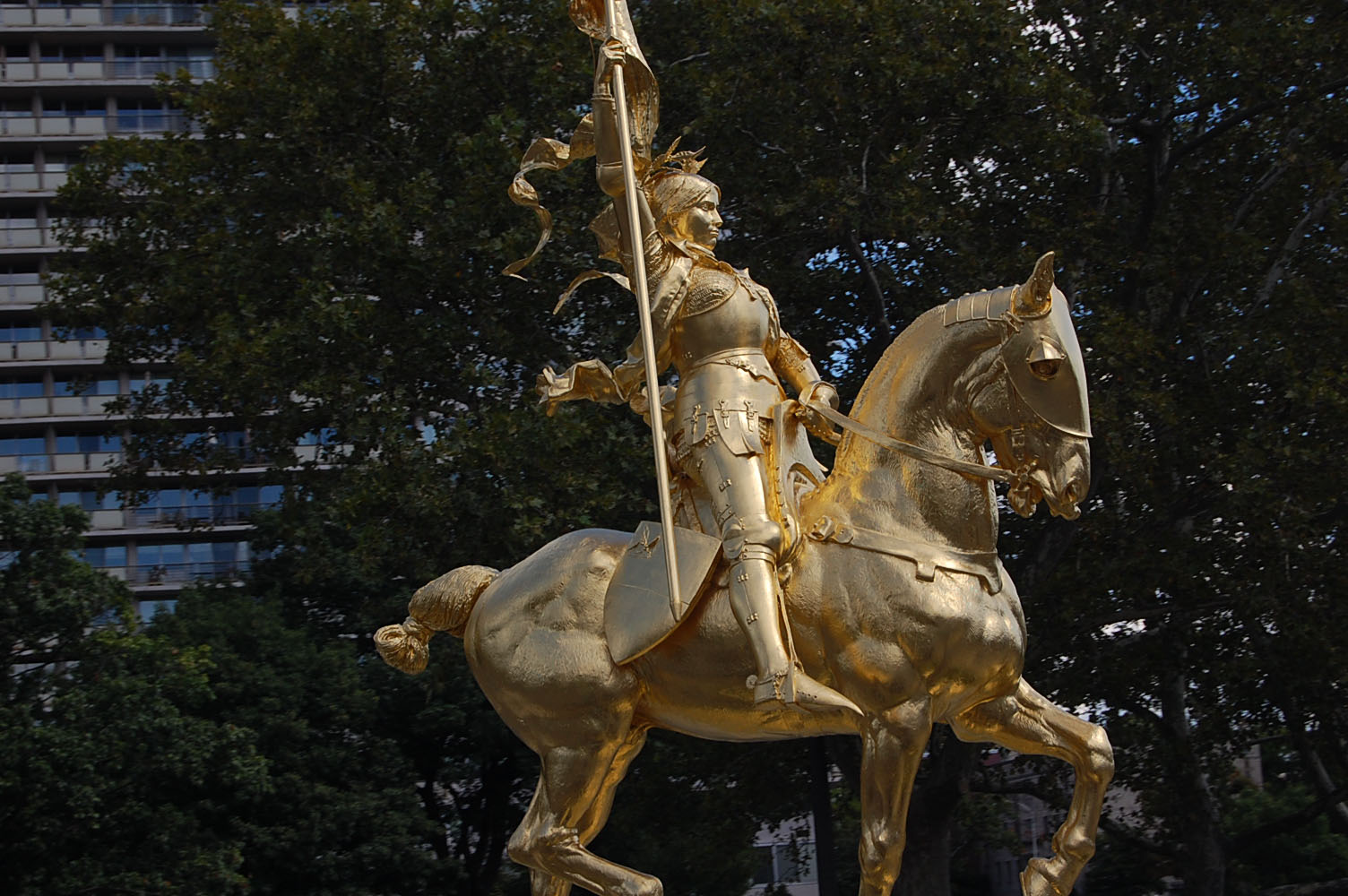
Joana d'Arc, representada vestida como um cavaleiro.

Caracterizar as mulheres guerreiras com traços masculinos, como pelos curtos, estatura alta e músculos, é uma tática para confortavelmente situá-la no reino de combate tradicionalmente masculino. Mulheres guerreiras masculinizadas incluem Brienne de Tarth de A Game of Thrones e Furiosa de Mad Max: Fury Road. Androginia tornou-se comumente a partir da década de 1980, após mudanças nos padrões de beleza, que passou a acomodar figuras mais tonificadas e com menos curvas.
Vestuário masculino, como a armadura de cavaleiro de Joana d'Arc ou o uniforme policial de Megan Turner em Blue Steel, geralmente desempenha um importante papel simbólico na narrativa, distanciando as personagens das típicas limitações femininas. Armas e tecnologia, como a arma e carro de Thelma e Louise, são ícones do poder masculino. Cross-dressing é um tema comum para as mulheres guerreiras que de outra maneira não seriam permitidas de participar do combate, como Mulan, Arya Stark, e Éowyn.
A prática de inserir uma figura feminina em um papel tipicamente masculino tem sido criticada como ineficaz, mudando o corpo físico da mulher, e mantendo simbolicamente um homem. O tipo específico da personagem, a tomboy lutadora, é descrita como habitando um estágio de pré-mulher, ainda não aceitando as responsabilidades "normais" da feminilidade. Por outro lado, mulheres guerreiras masculinas foram aplaudidas por desafiar convenções de gênero e visão binária deste. Neste ponto de vista, a noção da guerreira como simbolicamente masculina depende da suposição de que as mulheres "reais" devem ser apresentadas exclusivamente femininas.  

### Feminina
Um arquétipo antigo da mulher guerreira envolve feminilidade definindo seu traço. Guerreiras femininas como Mulher Maravilha demonstra superioridade moral sobre os homens imprudentes, decretando a violência só para proteger os outros e com claro resultado positivo para sociedade. A guerreira feminina é mais emocional do que os seus homólogos masculinas e hesita infligir dor, permanecendo sempre solidária com o espectador, como em The Quick and the Dead. Ela pode não estar disposta a lutar, até o ponto de que a violência requer deixar o seu "verdadeiro eu" e desejo de uma normal vida feminina para trás. Ao contrário da tradição narrativa do herói como solitário, a heroína feminina, muitas vezes depende das suas relações para resolver ajudar os outros, normalmente homens. Geralmente motivações maternais são dadas como em Aliens e Terminator 2, para enquadrar a agressão com a proteção mais socialmente adequada. 
Dentro de gêneros dominados pelos homens, a inclusão e promoção de características femininas é uma grande mudança, que desmonta a ideia de que a feminilidade e poder são mutuamente exclusivas. Guerreiras femininas têm sido apontadas como uma subversão positiva dos estereótipos femininos. Outros criticam esta adaptação do papel guerreiro como reafirmação das construções essencialistas das diferenças de gêneros. 

### Sexualizada

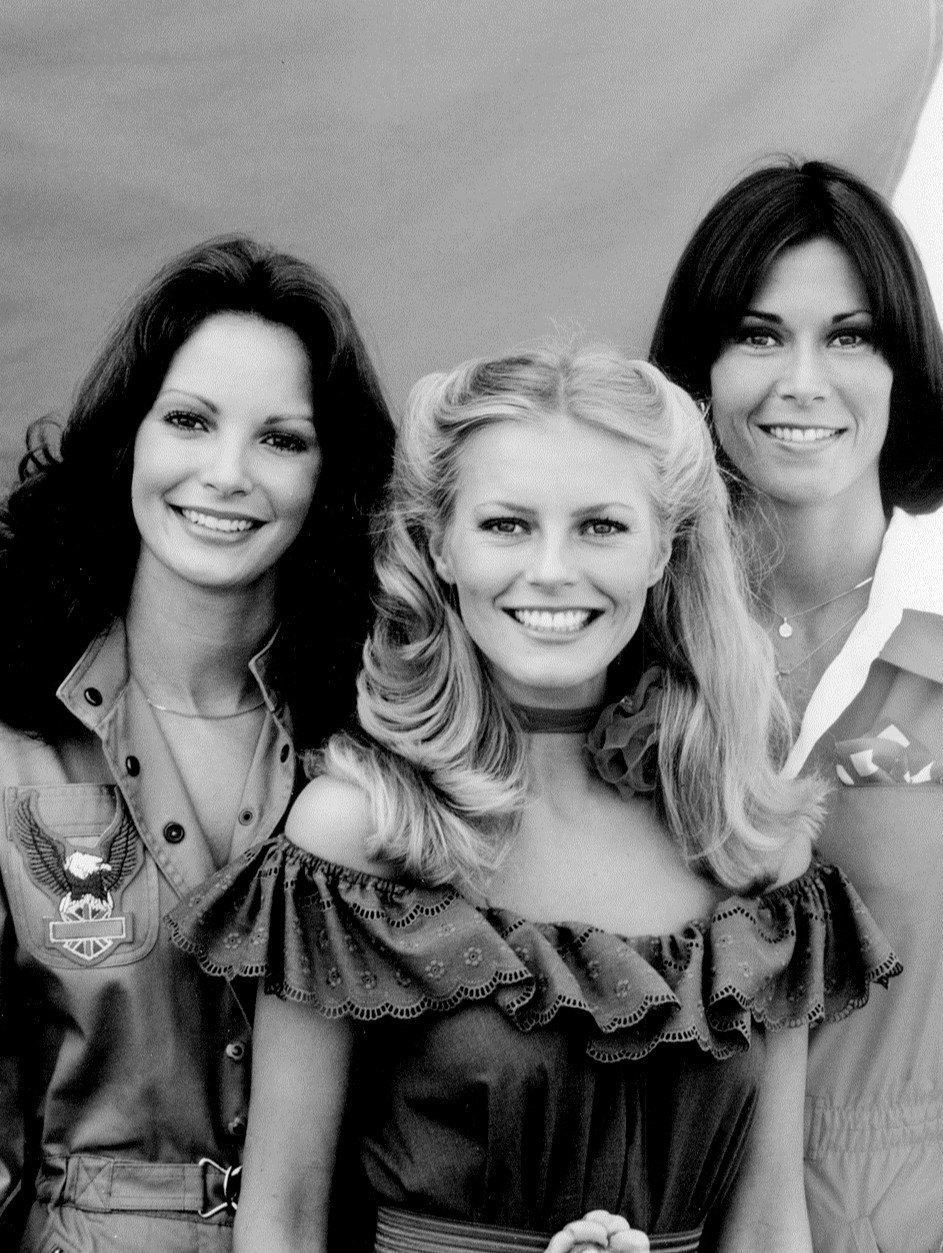
Jaclyn Smith, Cheryl Ladd, e Kate Jackson, estrelas do seriado Charlie's Angels (foto de 1977), eram bastante sexualizadas.

Atenção colocada no corpo atraente da mulher guerreira atende ao olhar masculino e leva ênfase longe de suas ações como uma lutadora. A guerreira sexual usa vestes glamourosas, roupas reveladoras indicando disponibilidade sexual, como na série e filmes de Charlie's Angels ou os jogos Soulcalibur. A energia agressiva da guerreira é desviada em direção a uma natureza sexual exagerada, ligando-a à figura da dominatrix. Estas personagens, muitas vezes desempenham o papel da femme fatale, associando a sexualidade feminina com perigo e engano.
Alguns apontam que as interpretações fetichistas são baseadas em preconceitos e associações do público, em vez de exclusivamente informado pelas escolhas de representações. Muitas mulheres guerreiras são retratadas como atraente, mas desempenham um papel ativo na narrativa além de sua sexualidade; o que lhe impede de ficar exclusivamente reduzida a símbolo sexual, como por exemplo, as ícones da tv, Xena e Buffy. Da mesma forma, os guerreiros masculinos como Aquiles em Troia (interpretado por Brad Pitt) têm corpo e vestuário sexualizado, mas isto não enfraquecê-los e nunca é a principal arma. Foi observado que personagens masculinos são formulados para compensar sexualização com a ação, enquanto o inverso é verdadeiro para as mulheres.

### Grotesque
Alguns retratos de mulheres guerreiras apresenta perigosamente aspectos monstruosos, destacando o papel incomum como aberração do normal e natural. Isto liga subconsciente os medos e desejos identificados pela teoria psicanalítica em relação a ameaça do castramento e da mulher fálica. A monstruosa mulher guerreira é destrutiva, indisciplinada, figura do caos, significando a falta racional do controle masculino. A sua sexualidade pode ser evidente, mas é agressiva e perturbadora como Aeon Flux. O mito grego bastante conhecidos das Amazonas, descrevem as mulheres guerreiras como assustadoras, assassinas, com agressivos seios amostras e inimigas, ilustrando os perigos da mulher não conhecer seu lugar no patriarcado.
Mulheres guerreiras monstruosas podem ser uma poderosa e ainda imagem demonizada da mulher, como os contos iniciais das Valquírias. O grotesco, o fascínio com que o corpo feminino é retratado reflete as visões históricas misóginas, enquanto também prejudica a objetificação sexual e enfatiza o poder da mulher guerreira para influenciar o seu mundo e o espectador.

### Anomalia

Lara Croft, protagonista da série Tomb Raider.

Algumas vezes a mulher guerreira é apresentada como distinta, única, entre mulheres "normais" e, portanto deixando o conceito maior de papéis de gênero no contexto do dia a dia incontestável. A comédia pode ser invocada para marginalizar mulheres lutadoras não femininas. O status de Outra da mulher guerreira, faz ela se imaginar como uma anomalia entre as demais personagens femininas apresentadas como convencionalmente fracas, ou excluídas totalmente como em Lara Croft: Tomb Raider.  A mulher guerreira pode aparecer como um token dentro de um grupo de combate masculino, por exemplo, a Viúva Negra em Os Vingadores, ou "Siren" em Borderlands.
Este estilo de representação também enreda atitudes coloniais e racistas, onde a mulher guerreira estrangeira é explicada como um ser "exótico", especialmente se ela é uma mulher não-branca. Guerreiras negras são estereotipadas como confiantes, animalescas, e sexualmente agressivas, como visto em personagens interpretadas por Grace Jones ou Tamara Dobson. Mulheres asiáticas como nos filmes de James Bond dos anos 60 e 70, muitas vezes são lutadoras de artes marciais envolvidas em mistério orientalista. Na literatura clássica, a mulher guerreira estrangeira é muitas vezes uma noiva em potencial, atuando como uma metáfora para as terras não-colonizadas com todos os seus obstáculos e potenciais pilhagem.

### Autoridade masculina
Capacidade de lutar e propósito, muitas vezes é explicado pela estreita associação da mulher guerreira com uma figura de autoridade masculina, por exemplo, o pai morto em China O'Brien. A guerreira pode diretamente substituir a posição do seu pai após sua morte, justificando sua pouca feminilidade com deveres de filha. Figuras masculinas de autoridade, como Charlie em Charlie's Angels ou Deus no Antigo Testamento, na história de Judite indo matar Holofernes, muitas vezes lida com independentes mulheres guerreiras.

### Vitimização
Ao contrário dos clássicos heróis que adquirir o domínio sobre o seu ambiente, a mulher guerreira é, freqüentemente, situada em um ambiente ameaçado que a obriga lutar por sua sobrevivência e repelir assédio ou estupros, como por exemplo, em La Femme Nikita. Mulheres guerreiras normalmente são motivadas pelo passado de violência contra elas, como em The Brave One, ou são vítimas, a fim de fornecer a motivação para um herói.
Mulheres guerreiras são, muitas vezes, repetidamente feridas e incapazes de trabalhar e, como resultado, parecem menos ameaçadoras do que homens guerreiros que aguentam inúmeras feridas. Para as mulheres, a violência é mais provável ser sexual do que física. Alguns críticos apontam que a violência de género reforça a força masculina e a passividade feminina, enquanto outros atribuem estas implicações para análise tendenciosa, ao invés de incluir observações de diferença. Outra questão levantada por histórias de vingança de estupro é o retrato da violência sexual como solucionáveis através de meios violentos.
Colocando heroínas guerreiras em um estado constante de abuso sexual condena a violência sofrida pelas mulheres, mas também apresenta a vitimização feminina como inevitável, normal num estado mundial. O tema das mulheres seguirem em frente, tem sido criticado por sua ênfase sobre a vítima, ao invés da necessidade de autocontrole do agressor.

### Domesticação
O destino da mulher guerreira, especialmente como figuras de advertência, tende a punição da derrota ou assimilação em um tradicionalpapel da mulher de vida doméstica, por exemplo, a transformação maternal de Beatrix Kiddo na trilogia de Kill Bill. Arcos românticos na história pode ter grande destaque para as mulheres guerreiras em todos os gêneros, enfraquecendo o aspecto de guerreira e tranquilizando o público-alvo do seu normal desejos femininos. As suas competências como guerreira, não ultrapassam aquelas de seu interesse romântico, reafirmando a noção de superioridade masculina.
O casamento pelo duelo é uma narrativa comum na literatura clássica, em que a guerreira é enviada para casar com o homem que for capaz de vencê-la em combate. Nas histórias com estas formas, como o mito de Atalanta em Metamorfoses e Bradamante de Aristo, o subtexto sexual simboliza a dominação masculina. A narrativa da mulher guerreira em casamento pelo duelo é um dispositivo para medir a virilidade de outros personagens, permanecendo não ameaçadora para os homens 'reais'.

## No feminismo

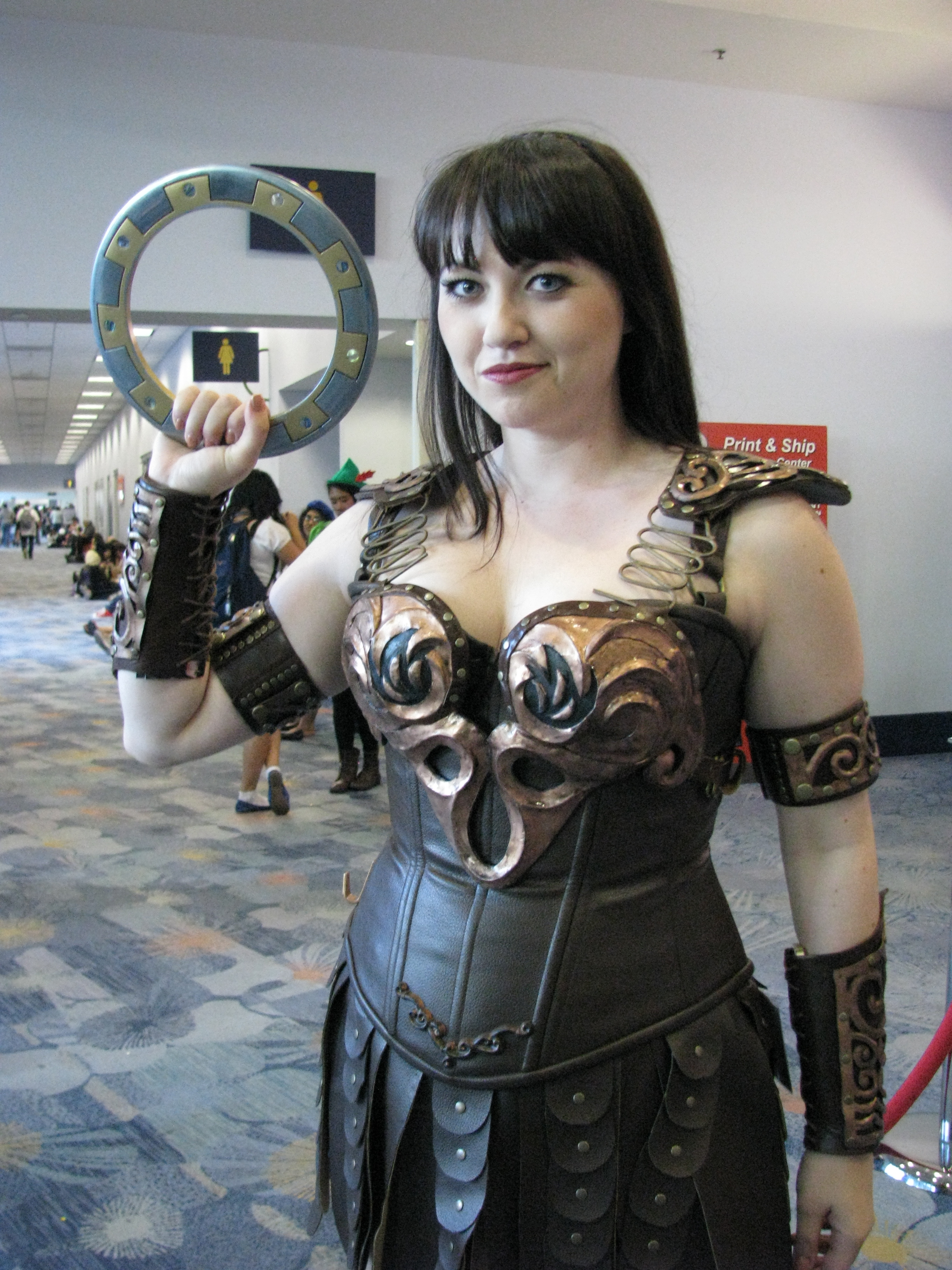
Cosplay de Xena na WonderCon 2014.

A mulher guerreira tem sido tomada como um símbolo de capacitação feminista, enfatizando a capacidade e poder das mulheres, em vez do padrão comum de donzela em perigo. Professora Sherrie Inness no Tough Girls: Women Warriors and Wonder Women in Popular Culture e Frances Early e Kathleen Kennedy, em Athena’s Daughters: Television’s New Women Warriors, por exemplo, foca em figuras como Xena, da série de tv Xena: Warrior Princess ou Buffy Summers de Buffy the Vampire Slayer. Na introdução de seu texto, Kennedy discute o que elas descrevem como um elo de ligação entre a imagem de mulheres guerreiras e girl power.
Mulheres guerreiras são autônomas, independentes, de temperamento forte e poderosas, capazes de resistir a autoridade e as convenções sociais da conduta feminina. Por ocupar ativamente o espaço exercido pelo seu corpo, mulheres guerreiras interrompe a estrutura patriarcal de poder, e opõe-se ao olhar cinemático que emoldura as mulheres como objetos passivos para ser visualizados. Heroínas de ação como Katniss Everdeen e Furiosa fornecem positivos modelos para meninas, porque suas ações são mostradas tendo consequências, ao contrário das personagens femininos bidimensionais.
A mulher guerreira não tem um significado unificado simbólico, e não pode ser considerada progressista. Mulheres guerreiras no feminismo muitas vezes são consideradas figuras positivas apenas em comparação contra a versão antiquada de mulher branca, de classe alta, hétero, fraca e com "histeria feminina", ignorando a realidade das trabalhadoras de classes inferiores e mulheres não-brancas. Visualmente, a mulher guerreira geralmente é retratada como branca, convencionalmente bonita e de corpo delgado, incluindo personagens de outras etnias são retratadas brancas. A força da mulher guerreira e independência são símbolos do individualismo, um ideal específico para o privilegiado feminismo branco.

### Violência
Embora haja uma distinção entre a agressão e a violência, representações ficcionais de violência feminina como Kill Bill, ainda tem força para funcionar positivamente, capacitando mulheres para situações da vida real que necessitam de agressão externa. Além do nível individual, representações fictícias sobre violência por parte das mulheres pode ser um instrumento político para chamar a atenção aos problemas da vida real enfrentada por elas. Outros alegam que uma heroína violenta prejudica a ética feminista contra a violência masculina, mesmo quando ela se coloca como uma defensora das mulheres, por exemplo, em filmes como Hard Candy.